# Rak Afrikana
Die Rak Afrikana war ein 1981 als Asian Lily in Dienst gestelltes Stückgutschiff. Das Schiff wurde im April 2010 von somalischen Piraten gekapert und sank nur kurz nach der Freilassung.

## Geschichte und Beschreibung
Das Deckshaus befand sich im hinteren Teil des Schiffes. Vor dem Deckshaus befanden sich die Laderäume. Das Schiff war mit Ladegeschirr für den schiffseigenen Ladungsumschlag ausgerüstet. Hierfür befand sich ein Mast vor dem Deckshaus, ein zweiter Mast zwischen den Laderäumen und ein dritter Mast hinter der Back. Die Masten vor dem Deckshaus und hinter der Back waren jeweils mit einem Ladebaum, der mittlere Mast mit zwei Ladebäumen ausgestattet.
Das Schiff wurde 1981 auf der Werft Taihei Kogyo in Japan unter der Werftnummer 1470 als Asian Lily fertiggestellt und fuhr unter der Flagge Panamas. Ab dem Jahr 1999 fuhr das Schiff unter der Flagge von St. Vincent und die Grenadinen.

## Piratenangriff im April 2010
Das Schiff wurde am Morgen des 11. April 2010 im Indischen Ozean rund 280 Seemeilen westlich der Seychellen von somalischen Piraten gekapert. An Bord befanden sich 26 Besatzungsmitglieder aus Indien, Pakistan und Tansania. Es befand sich auf der Fahrt von den Seychellen nach Sansibar. Der Ort der Attacke befand sich rund 700 Seemeilen von Somalia entfernt. Daher wurde davon ausgegangen, dass die Piraten von einem Mutterschiff aus operiert haben. Am 16. April erreichte das Schiff das Seegebiet vor Harardheere in Somalia, wo es ankerte.
Das Schiff wurde nach rund elf Monaten am 9. März 2011 nach Zahlung eines Lösegeldes wieder freigegeben. Wenige Stunden nach der Freilassung begann das Schiff zu sinken, nachdem Wasser durch ein Loch im Rumpf eingedrungen war. Die Besatzung begab sich daraufhin in die Rettungsboote und wurde von der italienischen Fregatte Zeffiro, die im Rahmen der Operation Atalanta am Horn von Afrika eingesetzt war, gerettet. Die Seeleute wurden am Tag darauf von dem ebenfalls freigekommenen Tanker York aufgenommen und nach Mombasa in Kenia gebracht.
Der Schiffskoch war während der Geiselhaft verstorben. Der Kapitän des Schiffes hatte in Gefangenschaft einen Schlaganfall erlitten. Er verstarb wenige Wochen, nachdem Schiff und Mannschaft freigekommen waren.